# Marta Turk
Marta Turk, slovenska podjetnica in političarka, * 18. junij 1952.
Med letoma 2002 in 2007 je bila članica Državnega sveta Republike Slovenije.